# کویندیچی
کویندیچی (به ایتالیایی: Quindici) یک کومونه در ایتالیا است که در استان آولینو واقع شده‌است. کویندیچی ۲۳ کیلومتر مربع مساحت و ۳٬۰۴۰ نفر جمعیت دارد.